# Carl Een
Carl Julius Theodor Een, född 31 augusti 1839 i Herrestad i Östergötland, död 27 januari 1927 i Stockholm, var en svensk ämbetsman och borgmästare.
Een utsågs till vice häradshövding 1865 och rådman i Västervik 1867. År 1872 blev han rådman och polismästare i Uppsala och 1879 borgmästare i Visby stad, en post han begärde entledigande från 1919.
Een var son till kyrkoherden Carl Johan Een och Gustava Fredrika Albertina, född Schaeij. Han gifte sig 1867 med Maria Teresia Goijer med vilken han fick åtta barn. Makarna Een är begravda på Norra begravningsplatsen utanför Stockholm.
Till hundraårsminnet av Eens födelse gav hans svärson Matts Floderus ut släktkrönikan Släkten Een genom tio generationer.